# Đền Tử Đồng Đế Quân
Đền Tử Đồng Đế Quân (hay còn gọi là Đền Thượng) trên núi Hoàng Xá, thị trấn Quốc Oai, huyện Quốc Oai (Hà Nội), thờ Văn Xương Đế Quân. Trong sách "Trấn Vũ Lục Quán, Thanh Hòa Tử chép: Đời vua Lê Thánh Tông (1460-1497), Thượng thư Nguyễn Địch Tâm(1461-?) đi sứ sang Trung Quốc, xin được tượng thần đem về lập đền thờ ở xã Hoàng Xá. Về sau, học trò đi thi, đến cầu báo mộng thường được ứng nghiệm. Năm Thiệu Trị thứ 6 (1846), phong Thượng đẳng thần.
Đền ở lưng chừng núi Hoàng Xá. Trong đền có tượng Văn Xương Đế Quân đầu đội mũ phốc và mặc áo bổ phục. Đứng trên đền Thượng, ngắm toàn cảnh khu động Hoàng Xá và toàn bộ khuôn viên của chùa Hoa Vân Tự(Chùa Động Hoàng Xá) nhìn xuống cảnh thôn xóm ẩn hiện dưới luỹ tre làng, cảnh vật thanh bình.